# La Chapelle-d'Angillon
La Chapelle-d'Angillon je francouzská obec v departementu Cher v regionu Centre-Val de Loire. V roce 2010 zde žilo 665 obyvatel. Je centrem kantonu La Chapelle-d'Angillon.

## Vývoj počtu obyvatel
Počet obyvatel 